# Hechtia malvernii
Hechtia malvernii är en gräsväxtart som beskrevs av Amy Jean Gilmartin. Hechtia malvernii ingår i släktet Hechtia och familjen Bromeliaceae.
Artens utbredningsområde är Honduras. Inga underarter finns listade i Catalogue of Life.